# Courcelles (Nièvre)
Pour les articles homonymes, voir Courcelles.
Courcelles est une commune française située dans le département de la Nièvre, en région Bourgogne-Franche-Comté.

## Géographie
Courcelles est une commune située dans le département de la Nièvre, dans l’arrondissement de Clamecy. La superficie de la commune est de 956 hectares. Son altitude varie entre 181 et 289 mètres. Elle est située à 7 kilomètres au nord de Varzy et à 15 kilomètres au sud-ouest de Clamecy, son chef-lieu d’arrondissement.
Le village est traversé par une rivière : la Sainte-Eugénie.
Courcelles compte 218 habitants (recensement de 2018), les Courcellois.

### Villages, hameaux, lieux-dits et écarts
Outre le bourg, la commune regroupe quelques hameaux et habitations isolés : Bazarne, Beauregard, Chaumot, Chivres, Citerne (la), Coques (les), Courteil, Creux de Lavau, Fancy, Rue de Nant, Teils (les), Tronsec, Vaubien.

### Climat
Pour des articles plus généraux, voir Climat de la Bourgogne-Franche-Comté et Climat de la Nièvre.
En 2010, le climat de la commune est de type climat océanique dégradé des plaines du Centre et du Nord, selon une étude du Centre national de la recherche scientifique s'appuyant sur une série de données couvrant la période 1971-2000. En 2020, Météo-France publie une typologie des climats de la France métropolitaine dans laquelle la commune est exposée à un climat océanique altéré et est dans la région climatique  Centre et contreforts nord du Massif Central, caractérisée par un air sec en été et un bon ensoleillement. 
Pour la période 1971-2000, la température annuelle moyenne est de 10,9 °C, avec une amplitude thermique annuelle de 15,8 °C. Le cumul annuel moyen de précipitations est de 821 mm, avec 12,4 jours de précipitations en janvier et 7,7 jours en juillet. Pour la période 1991-2020, la température moyenne annuelle observée sur la station météorologique de Météo-France la plus proche, « Clamecy », sur la commune de Clamecy à 11 km à vol d'oiseau, est de 11,5 °C et le cumul annuel moyen de précipitations est de 707,4 mm. 
La température maximale relevée sur cette station est de 40,7 °C, atteinte le 25 juillet 2019 ; la température minimale est de −14 °C, atteinte le 9 février 2012,,. 
Les paramètres climatiques de la commune ont été estimés pour le milieu du siècle (2041-2070) selon différents scénarios d'émission de gaz à effet de serre à partir des nouvelles projections climatiques de référence DRIAS-2020. Ils sont consultables sur un site dédié publié par Météo-France en novembre 2022.

## Urbanisme

### Typologie
Au 1er janvier 2024, Courcelles est catégorisée commune rurale à habitat dispersé, selon la nouvelle grille communale de densité à sept niveaux définie par l'Insee en 2022.
Elle est située hors unité urbaine. Par ailleurs la commune fait partie de l'aire d'attraction de Clamecy, dont elle est une commune de la couronne,. Cette aire, qui regroupe 45 communes, est catégorisée dans les aires de moins de 50 000 habitants,.

### Occupation des sols
L'occupation des sols de la commune, telle qu'elle ressort de la base de données européenne d’occupation biophysique des sols Corine Land Cover (CLC), est marquée par l'importance des territoires agricoles (63,9 % en 2018), une proportion identique à celle de 1990 (63,9 %). La répartition détaillée en 2018 est la suivante : forêts (36,1 %), terres arables (34,6 %), prairies (24,9 %), zones agricoles hétérogènes (4,4 %). L'évolution de l’occupation des sols de la commune et de ses infrastructures peut être observée sur les différentes représentations cartographiques du territoire : la carte de Cassini (XVIIIe siècle), la carte d'état-major (1820-1866) et les cartes ou photos aériennes de l'IGN pour la période actuelle (1950 à aujourd'hui).

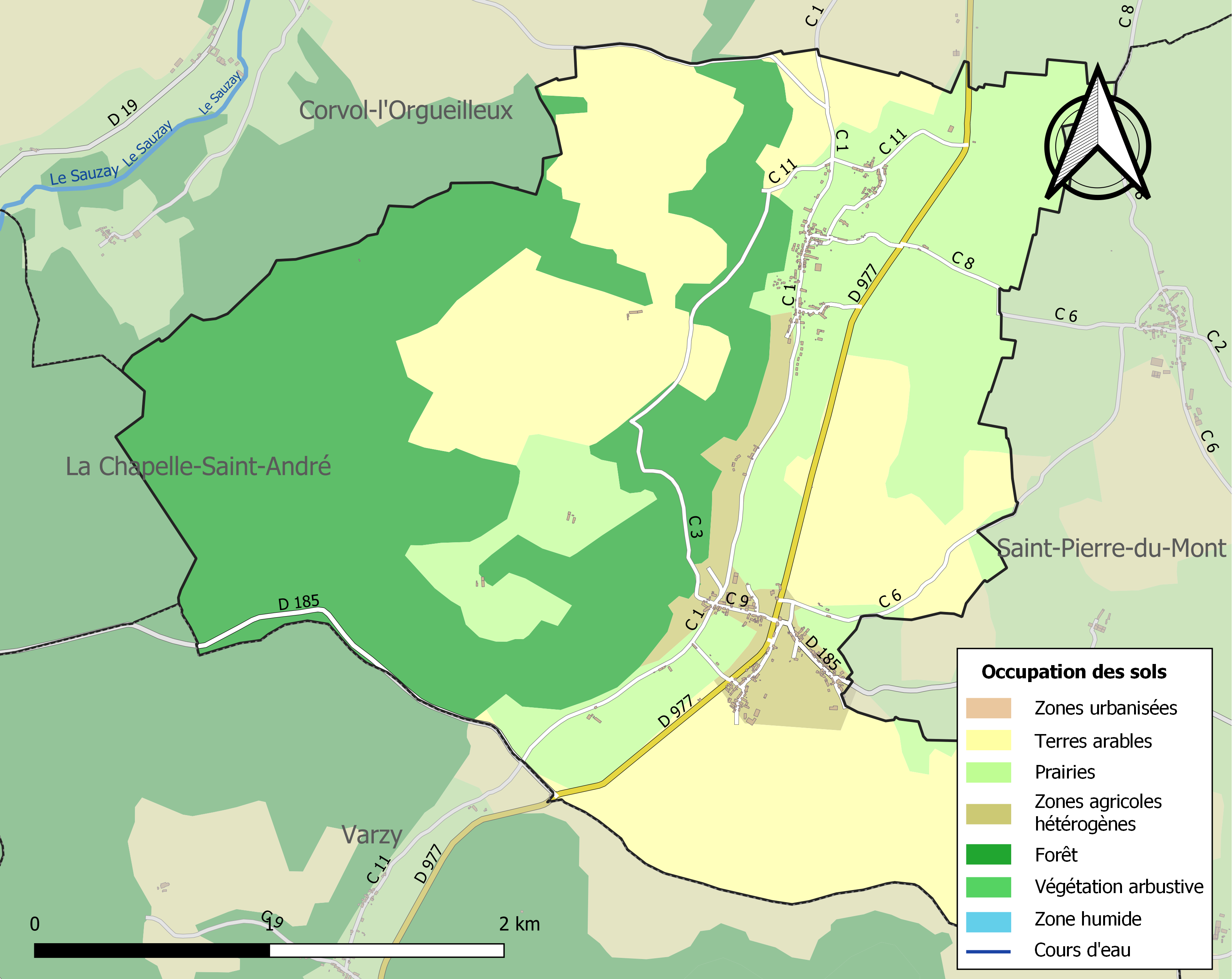
Carte des infrastructures et de l'occupation des sols de la commune en 2018 (CLC).

## Toponymie
Du latin corticella, diminutif de cõrtem, domaine.
La première mention connue du nom de la commune remonte à 1535 : Courcellœ.

## Histoire
- 1535 : première mention du nom de la commune.
- 1836 : mort du général Allix « en son château de Bazarne » ; selon ses dernières volontés, son corps devait être enterré dans sa propriété et son cœur transporté dans son pays natal[17].
- 1904 : une garde-barrière de 37 ans, employée au passage à niveau no 71, est mortellement heurtée en fermant ses barrières par un train allant vers Cravant[18].
- En 1906[19], le nombre d'habitants de Courcelles, qui compte 204 maisons, s'élève à 527 individus. La commune compte un curé, un instituteur public et une institutrice privée, deux cantonniers (dont un retraité) et un garde champêtre. Il y a peu de commerçants : 4 épiciers ou épicières et 2 cabaretiers. Les artisans sont beaucoup plus nombreux : 14 bûcherons, 13 maçons (dont un entrepreneur en maçonnerie), 10 charbonniers, 7 charpentiers, 5 maréchaux-ferrants, 4 vignerons, 2 charrons, 2 sabotiers, 2 fendeurs, 2 menuisiers, 2 minotiers, 2 tuiliers, 2 couturières, 1 tonnelier, 1 huilier, 1 tailleur de pierre, 1 cordonnier, 1 tisserand, 1 jardinier et 1 ouvrier papetier. La catégorie socioprofessionnelle la plus représentée est celle des cultivateurs (74 individus), suivie par les journaliers (16), les bûcherons (14), les maçons (13), les charbonniers (10), les domestiques (10, dont 4 cultivateurs)  et les charpentiers (7). La Compagnie des chemins de fer emploie deux gardes-barrières et deux poseurs[20]. On recense également dans la commune 3 rentiers, 1 gendarme retraité, 1 berger, 1 facteur de bois[21] et 1 « commis d’Académie en congé ». Au total, on relève à Courcelles 35 professions différentes. On n’y trouve, selon le recensement de 1906, ni médecin ni notaire ni sage-femme. Il n’y a aucun étranger. Comme dans bon nombre de communes nivernaises, plusieurs familles du village accueillent un « petit Paris », c’est-à-dire un enfant de l’Assistance publique : il y a 14 « enfants assistés » à Courcelles. Les hameaux les plus peuplés sont Chivres (208 habitants) et Bazarne (59).

## Politique et administration
| Période                                  | Période        | Identité           | Étiquette | Qualité              |
| ---------------------------------------- | -------------- | ------------------ | --------- | -------------------- |
| mars 2008                                | septembre 2017 | Jacques Steinville |           | Retraité de la RATP  |
| septembre 2017                           | 2020           | Philippe Gilles    |           | Retraité de La Poste |
| mai 2020                                 | 2026           | Michaël FRANÇOIS   |           | Agriculteur          |
| Les données manquantes sont à compléter. |                |                    |           |                      |

## Démographie
L'évolution du nombre d'habitants est connue à travers les recensements de la population effectués dans la commune depuis 1793. Pour les communes de moins de 10 000 habitants, une enquête de recensement portant sur toute la population est réalisée tous les cinq ans, les populations de référence des années intermédiaires étant quant à elles estimées par interpolation ou extrapolation. Pour la commune, le premier recensement exhaustif entrant dans le cadre du nouveau dispositif a été réalisé en 2007.

En 2022, la commune comptait 228 habitants, en évolution de +6,54 % par rapport à 2016 (Nièvre : −3,28 %, France hors Mayotte : +2,11 %).
| 1793 | 1800 | 1806 | 1821 | 1831 | 1836 | 1841 | 1846 | 1851 |
| ---- | ---- | ---- | ---- | ---- | ---- | ---- | ---- | ---- |
| 613  | 547  | 597  | 561  | 643  | 651  | 633  | 641  | 657  |

| 1856 | 1861 | 1866 | 1872 | 1876 | 1881 | 1886 | 1891 | 1896 |
| ---- | ---- | ---- | ---- | ---- | ---- | ---- | ---- | ---- |
| 630  | 652  | 694  | 757  | 784  | 747  | 744  | 710  | 673  |

| 1901 | 1906 | 1911 | 1921 | 1926 | 1931 | 1936 | 1946 | 1954 |
| ---- | ---- | ---- | ---- | ---- | ---- | ---- | ---- | ---- |
| 672  | 545  | 497  | 408  | 390  | 356  | 344  | 329  | 321  |

| 1962 | 1968 | 1975 | 1982 | 1990 | 1999 | 2006 | 2007 | 2012 |
| ---- | ---- | ---- | ---- | ---- | ---- | ---- | ---- | ---- |
| 324  | 301  | 266  | 227  | 254  | 225  | 215  | 214  | 205  |

| 2017 | 2022 | - | - | - | - | - | - | - |
| ---- | ---- | - | - | - | - | - | - | - |
| 217  | 228  | - | - | - | - | - | - | - |

## Lieux et monuments

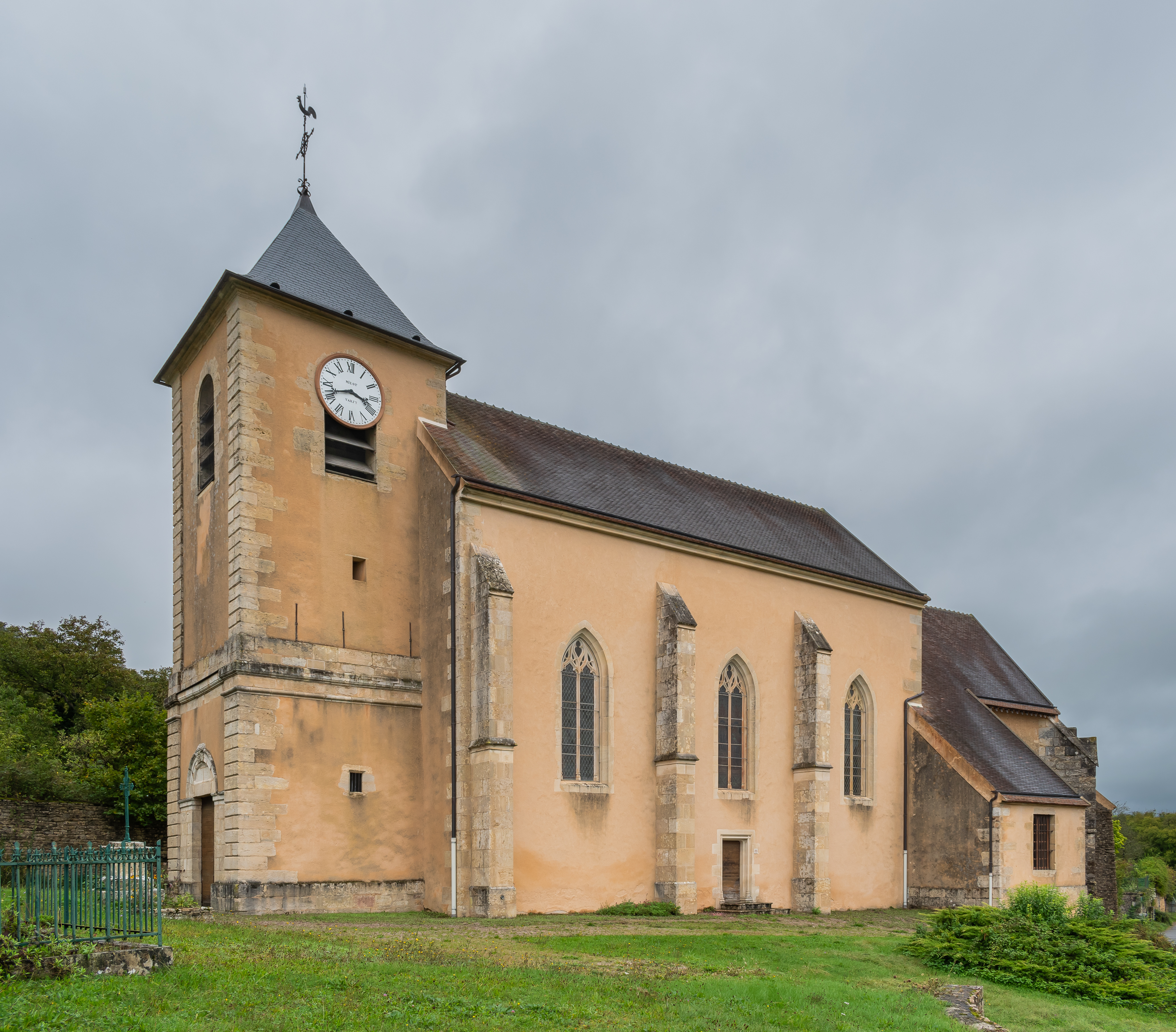
Église Saint-Nicolas.

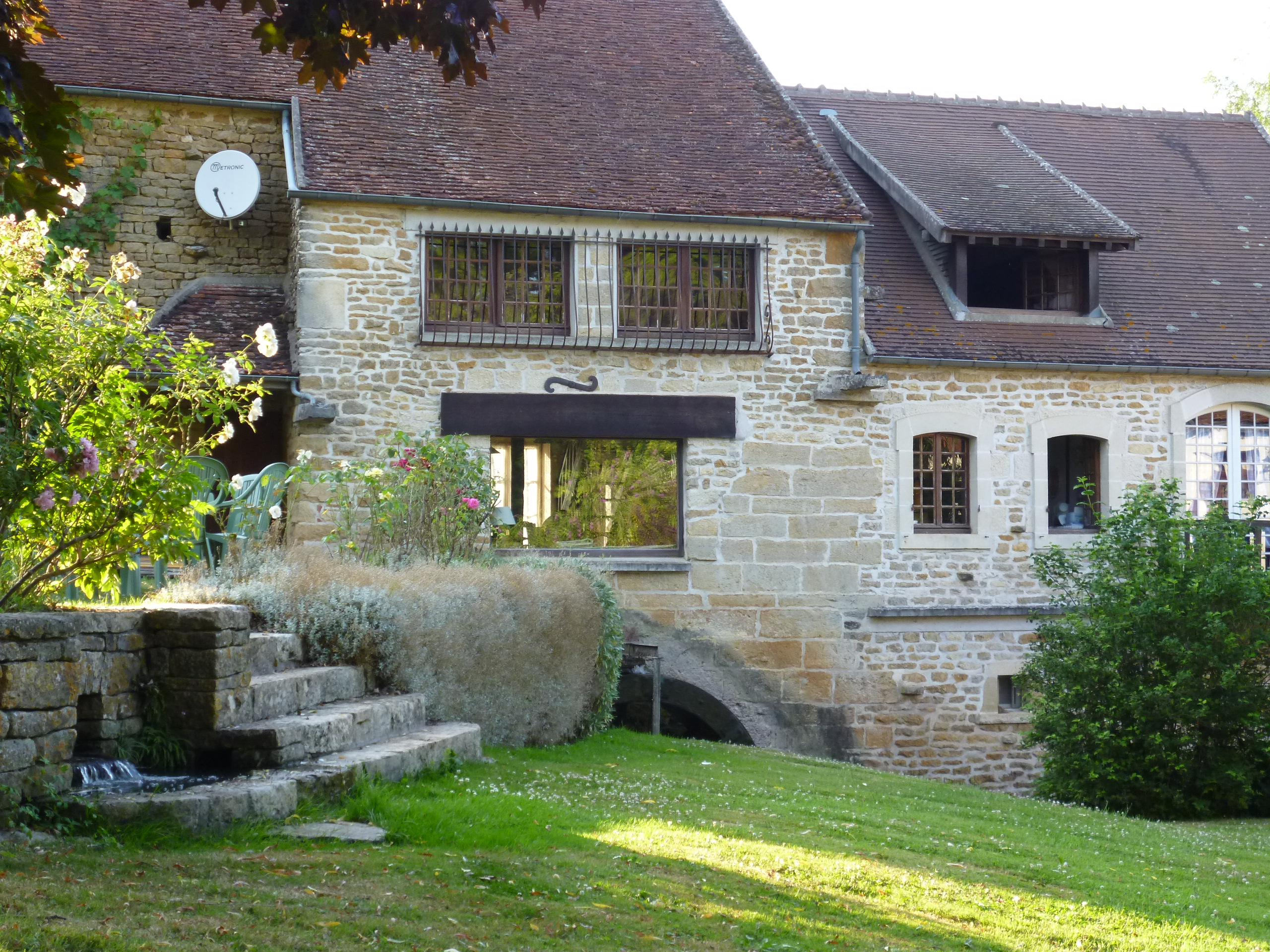
Moulin de Chivres à Courcelles.

- Église Saint-Nicolas, XVIe siècle, de plan rectangulaire ; clocher carré, dont la partie supérieure est moderne[26].
- Ancien moulin de Chivres.
- Château de Bazarne.

## Personnalités liées à la commune
- Jacques Alexandre Allix de Vaux (1768-1836), général des armées de la République et de l'Empire, décédé au château de Bazarne dans la commune.